# 쓰게 도모카즈
쓰게 도모카즈(柘植与一, 1541년 ~ 1609년 7월 20일)는 아즈치모모야마 시대에서 에도 시대 초기에 걸쳐 활약한 무장으로, 오와리 이누야마성 성주이다. 요하치로(与八郎), 사쿄노스케(左京亮)ㆍ오이노스케(大炊助) 등을 칭했다. 처음에는 오다 노부나가에게 사관했다가, 혼노지의 변 후에 도요토미 히데요시의 가신이 된다. 세키가하라 전투 후, 히데요리의 사자로서 오노 하루나가와 함께 이에야스를 방문했다. 센노 리큐에게 차를 배우기도 했다. 1609년(게이쵸 14년), 69세로 죽었다.

## 참고
- kotobank.jp 柘植与一 보관됨 2012-04-15 - 웨이백 머신